# Guerra polacco-svedese
Per guerra polacco-svedese si intendono vari conflitti tra la Confederazione Polacco-Lituana e l'Impero svedese verificatisi nel periodo 1600 - 1629 e facenti parte di un ulteriore insieme di scontri tra i due regni compresi tra il 1563 ed il 1721.
- Prima guerra del nord, conosciuta anche con il nome guerra di Livonia (1558-1583)
- Guerra contro Sigismondo (1598)

Conflitti polacco-svedesi veri e propri (talvolta considerati parte della Guerra dei trent'anni):
- Guerra polacco-svedese (1600-1611)
- Guerra polacco-svedese (1617-1618)
- Guerra polacco-svedese (1621-1625)
- Guerra polacco-svedese (1626-1629)
- Seconda guerra del nord (1655-1661) (Diluvio)
- Grande guerra del Nord (1700-1721)
- Guerre della quarta coalizione (1806-1807)
- Guerre della sesta coalizione (1812-1814)[2]